# 尼德威阿爾
尼德威利爾（Niðavellir）是「黑暗原野」的意思，是北歐神話中的一個地點，有時位列世界之樹的九大國度之一。又叫米爾克海姆（Myrkheimr）（暗之界），在詩體埃達中也被稱為斯瓦塔爾法海姆（Svartalfheim）（黑暗精靈之界）。北歐傳說中侏儒或黑暗精靈的住所。

## 赫瑞德瑪
侏儒赫瑞德瑪是尼德威阿爾的國王。他的二兒子歐特化身為水獺在水中捕魚時，被經過的洛基（Loki）殺掉，不知情的洛基還帶著奧丁（Odin）和海尼爾（Honir）來到赫瑞德瑪的家，希望他幫忙烹煮獵到的水獺。看到兒子屍體的父親自然怒不可遏，赫瑞德瑪施展法術困住奧丁和海尼爾，要求洛基必須光腳去尋找可以蓋住水獺皮的財寶做為賠償，這是一個困難的要求，因為歐特的水獺皮可以無限延伸。
洛基借助海神之妻瀾（Ran）的力量，找到了一名住在水中的侏儒安德瓦利（Andvari），這個安德瓦利擁有全侏儒中最龐大的寶藏，洛基毫不留情的強奪走了他的財寶，其中包拓一隻戒指：安德華拉諾特（Andvarinaut）。安德瓦利悲憤之餘，詛咒持有戒指者都將受無限的災禍。
安德瓦利的財寶鋪滿整張水獺皮，最後只剩下鼻頭處還沒蓋住，洛基只好也將安德華拉諾特戒指給了赫瑞德瑪。得到龐大財寶和戒指的赫瑞德瑪後來被覬覦寶藏的兒子法夫納殺死，之後一連串的情節都因為這戒指及戒指所附帶的寶藏，而讓眾英雄紛紛喪命。
侏儒之國。侏儒是厲害的巧匠，擁有種種神祕的力量和深遂的知識，打造過很多寶物。奧丁的槍岡格尼爾、索爾的鎚妙爾尼爾、海姆達爾的劍豪弗 (Hǫfuð) 皆出自侏儒之手。